# Bandera de Lyon
La bandera de la ciudad de Lyon consiste en un paño rectangular en el que se muestran los elementos de su escudo de armas, es por tanto una bandera heráldica. Habitualmente cuenta con unas proporciones habituales de 3:2 y se trata de una enseña de uso civil, ya que en el Ayuntamiento de la ciudad y en sus dependencias solamente se iza la bandera nacional. 
El escudo propiamente dicho de Lyon consiste en un campo de gules (color rojo), en el que aparece representado un león rampante (de perfil y erguido) y de plata (color blanco). Este blasón está aumentado de un jefe heráldico, la división que ocupa la tercera parte superior. Se trata del "Jefe de Francia", concedido a todas las «Bonnes Villes», que muestra la heráldica de sus antiguos monarcas: de azur cargado de tres flores de lis de oro (un fondo azul adornado con tres flores de lis amarillas).
En el siglo XIII, los gremios de mercaderes protagonizaron una revuelta en contra del poder del Arzobispo-Conde de Lyon. Éstos utilizaron sus propias banderas con un león para simbolizar su fuerza, forzando en 1320 al rey Felipe V de Francia a intervenir en este conflicto. A raíz de la intervención del rey, la ciudad pasó a depender directamente de la Corona Francesa, siendo incluida la lista de  «Bonnes Villes» y recibiendo su escudo (y pabellón) de armas. En 1376, el rey Carlos V simplificó su herálica, ya que redujo a tres el número indeternimado de flores de lis que hasta entonces cubrían todo el espacio de las armerías reales y jefes heráldicos de las «Bonnes Villes».